# Józef Pajączkowski

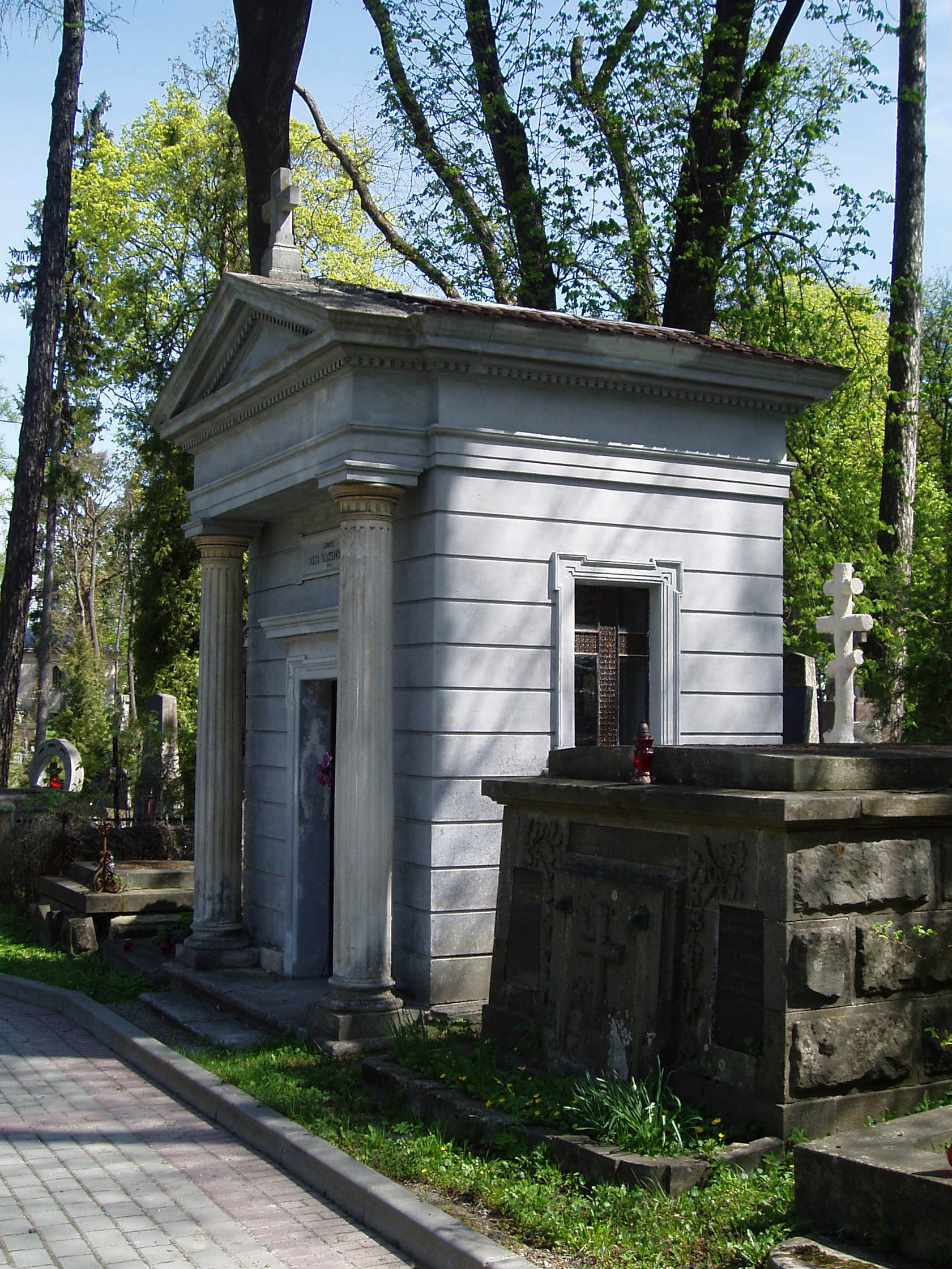
Kaplica grobowa Pajączkowskich

Józef Pajączkowski herbu Lubicz (ur. 1819, zm. 1880) – polski ziemianin, poseł II kadencji Sejmu Krajowego Galicji.
Ziemianin, właściciel dóbr Horodłowice. Członek i działacz Galicyjskiego Towarzystwa Gospodarskiego, członek jego Komitetu (16 lutego 1868 – 30 czerwca 1871). Prezes dyrekcji Galicyjskiego Towarzystwa Kredytowego Ziemskiego.
Poseł do Sejmu Krajowego Galicji II kadencji (1867–1868), wybrany w I kurii obwodu Żółkiew, z okręgu wyborczego Żółkiew. Na jego miejsce 1 września 1868 wybrano Tadeusza Wiśniewskiego.
Został pochowany w rodzinnej kaplicy grobowej na Cmentarzu Łyczakowskim we Lwowie. Spoczęła tam także jego żona Maria z domu Szumańczowska (1833–1888) oraz ich dzieci: Maria (1856–1945), Zygmunt (1859–1905), Karol (1859–1932)